# Кулен-Вендорф
Кулен-Вендорф (нім. Kuhlen-Wendorf) — громада в Німеччині, розташована в землі Мекленбург-Передня Померанія. Входить до складу району Людвігслуст-Пархім. Складова частина об'єднання громад Штернбергер-Зенландшафт.
Площа — 49,60 км2. Населення становить 803 ос. (станом на 31 грудня 2020).